# لوبیای درختی چهارپر
لوبیای درختی چهارپر (نام علمی: Sesbania punicea) نام یک گونه از سرده لوبیای درختی است. این درختچه در بیشتر مناطق استان‌های گیلان و مازندران به عنوان گیاهی زینتی کاشته شده است.